# Golfpokal 1972
Die zweite Ausgabe des Golfpokals fand vom 16. bis zum 28. März 1972 in Saudi-Arabien statt. Kuwait konnte seinen Titel verteidigen, den Kuwaitis reichte die bessere Tordifferenz zum Gewinn des Titels vor Gastgeber Saudi-Arabien. Bahrain zog seine Mannschaft während der zweiten Halbzeit des letzten Spieles gegen Saudi-Arabien beim Stande von 1:2 zurück, die Vereinigten Arabischen Emirate nahmen zum ersten Mal teil.

## Modus
Es spielte jeder gegen jeden, die Mannschaft mit den meisten Punkten gewann das Turnier.

## Spiele und Ergebnisse
Alle Spiele Bahrains wurden annulliert
| Pl. | Land                         | Sp. | S | U | N | Tore    | Diff. | Punkte |
| --- | ---------------------------- | --- | - | - | - | ------- | ----- | ------ |
| 1.  | Kuwait                       | 3   | 2 | 1 | 0 | 014:200 | +12   | 05     |
| 2.  | Saudi-Arabien                | 3   | 2 | 1 | 0 | 010:200 | +8    | 05     |
| 3.  | Vereinigte Arabische Emirate | 3   | 1 | 0 | 2 | 001:110 | −10   | 02     |
| 4.  | Katar                        | 3   | 0 | 0 | 3 | 000:100 | −10   | 0      |

|               |   |               |     |
| 16. März 1972 |   |               |     |
| Saudi-Arabien | – | Kuwait        | 2:2 |
| 17. März 1972 |   |               |     |
| VAE           | – | Katar         | 1:0 |
| 19. März 1972 |   |               |     |
| Saudi-Arabien | – | VAE           | 4:0 |
| 22. März 1972 |   |               |     |
| Kuwait        | – | VAE           | 7:0 |
| 22. März 1972 |   |               |     |
| Katar         | – | Saudi-Arabien | 0:4 |
| 22. März 1972 |   |               |     |
| Kuwait        | – | Katar         | 5:0 |

## Statistik
- Bester Spieler: Farooq Ibrahim (Kuwait)
- Bester Torwart: Ahmad Eid (Saudi-Arabien)
- Beste Torschützen: Saeed Ghareeb (Saudi-Arabien), 7 Tore